# Mario Castañeda
Pour les articles homonymes, voir Castañeda.
Mario Cuitláhuac Castañeda Partida, né le 29 juin 1962 à Irapuato (Guanajuato, Mexique), est un acteur, directeur de doublage et diffuseur mexicain.
Il est connu en Amérique latine pour être la voix de Son Goku dans la série Dragon Ball. Il est aussi la voix principale, en espagnol, des personnages joués par les acteurs Jim Carrey et Bruce Willis.

## Filmographie

### Dans le cinéma

#### Bruce Willis
- Split (2017) - David Dunn
- G.I. Joe : Conspiration (2013) - Joe Colton (bande annonce)
- Looper (2012) - Viejo Joe
- Sans issue (2012) - Martin Shaw
- Expendables 2 : Unité spéciale (2012) - M. Church
- Braqueurs (2011) - Biggs
- Red (2010) - Frank Moses (bande annonce)
- Expendables : Unité spéciale (2010) - Sr. Church (version TV)
- Top Cops (2010) - Jimmy Monroe
- Clones (2009) - Tom Greer
- Planète Terreur (2007) - Tte. Muldoon
- Nancy Drew (2007) - Le même
- Die Hard 4 : Retour en enfer (2007) - John McClane
- 16 blocs (2006) - Détective Jack Mosley
- Alpha Dog (2006) - Sonny Truelove
- Otage (2005) - Jeff Talley (redubber)
- Sin City (2005) - Hartigan
- Ocean's Twelve (2004) - Le même (camée)

#### Jim Carrey
- Dumb and Dumber De (2014) - Lloyd Christmas
- L'Incroyable Burt Wonderstone (2013) - Steve Gray
- Le Drôle de Noël de Scrooge (2009) - Le même (interviews)
- Bruce tout-puissant (2003) - Bruce Nolan (doblaje original)
- Le Grinch (2000) - Grinch
- Menteur, menteur (1997) - Fletcher Reede
- Batman Forever (1995) - Edward Nygma / Le Sphinx
- Ace Ventura, détective pour chiens et chats (1994) - Ace Ventura

#### Mark Ruffalo
- Avengers : L'Ère d'Ultron (2015) - Bruce Banner / Hulk
- Iron Man 3 (2013) - Bruce Banner (camée)
- Avengers (2012) - Bruce Banner / Hulk

#### John Leguizamo
- Roméo + Juliette (1996) - Teobaldo Capuleto

### Dans les séries animées
Masako Nozawa
- Dragon Ball - Goku (adulte)
- Dragon Ball Z - Goku (adulte) / Vegeto (avec René García)
- Dragon Ball GT - Goku (adulte) / Gogéta (avec René García)
- Dragon Ball Super - Goku (adulte)

Katsuji Mori
- Dragon Ball - Pamput
- Sailor Moon - Neflyte

Masaki Terasoma
- Naruto - Hidan
- Naruto shippuden - Hidan